# 팔선

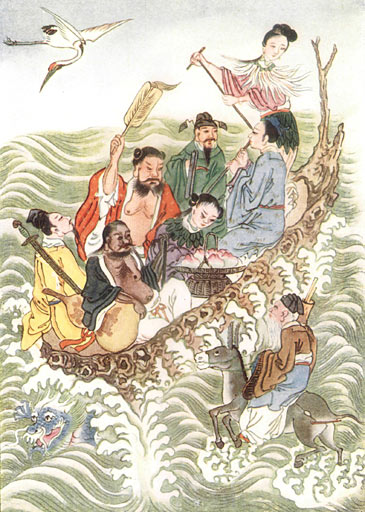
바다를 건너고 있는 중국의 팔선: 고려의 팔선은 중국의 팔선과는 달리 불교의 부처보살우바이 등이 도교의 선인이 되었다

팔선(八仙, 영어: Eight Immortals, Eight Genies)은 주로 중국 신화의 전설적인 도교 선인을 가리킨다. 한편, 한국의 고려 전기에도 팔선이 있었는데 이들은 중국의 팔선과는 달리 도교와 불교가 혼합된 형태의 선인이었다. 고려의 팔선은 팔성(八聖)이라고도 하였다. 이 때의 팔선 숭배 사상을 팔선 사상(八仙思想)이라 한다.

## 중국의 팔선
중국의 팔선은 맏형 격인 종리권(鍾離權), 병자들을 돌봐주는 이철괴(李鐵拐), 악공들을 지켜주는 한상자(韓湘子), 악극을 후원하는 조국구(曺國舅), 이발사들을 돕는 여동빈(呂洞賓), 노인들을 지켜주는 장국로(張國老), 꽃꽃이의 선인 남채하(藍采何), 유일한 여성인 하선고(何仙姑)를 가리킨다.

## 고려의 팔선
'팔선사상은 고려 전기에 있었던 도교와 불교 혼합의 8선(八仙) 혹은 8성(八聖)을 숭배하는 사상을 가리킨다. 고려 건국설화에서부터 묘청 · 정지상 등의 서경천도론에 이르기까지 산천8신(山川八神)을 숭배하면 국운(國運)이 창성한다는 믿음이 여러 가지 형태로 나타났는데, 요약하면 다음과 같다.
1. 고려 건국설화 중에 당나라 숙종이 잠저시(潛邸時)에 송악 곡령(鵠嶺)에 이르러 그곳이 8선주처(八仙住處)의 명당자리라고 하였고, 신라의 풍수가(風水家) 팔원(八元)도 송악을 팔선이 머물 땅으로 보았다 한다.
2. 태조의 훈요10조에 나오는 팔관회(八關會) 조항에 팔관회는 천령(天靈) 및 5악(五獄) 명산대천용신(名山大川龍神)을 섬기는 것이라고 하였는데 이것은 고려의 팔관회가 불교에서 유래한 본래의 것과는 다른 성격, 즉 도교와 불교가 혼합된 형태로 변한 듯한 인상을 준다.
3. 의종(毅宗) 22년에 왕이 서경 관풍전(觀風殿)에서 하교한 반령(頒令) 중에 선풍(仙風)을 받들고 팔관회를 계속 시행하라는 내용이 있다.
4. 고려초에 이미 건국설화에 따라 송악산에 8선궁(八仙宮)을 세워 산천8신의 사당을 두었다고 한다.
5. 인종(仁宗) 때 묘청 · 정지상(鄭知常) 등의 주장에 따라 서경에 임원궁(林原宮)을 짓고 그곳에 송악8선과 유사한 서경8성(西京八聖)을 모셔 8성당(八聖堂)이라고 하였는데 8성은 호국백두악태백선인(護國白頭嶽太白仙人) 등 8신으로, 선인의 칭호가 4곳에 들어가 있고, 대개가 도교의 선인 · 신인(神人)등과 불교의 부처 · 보살 · 우바이 등을 합쳐서 호칭되고 있다.

위의 다섯 번째의 고려 인종이 임원궁궐(林原宮闕) 안에 8성당(八聖堂)을 짓고 각 당에 모신 선인(仙人)들은 다음과 같은데, 이 선인들의 이름을 보면, 산의 이름과 도교의 선인 또는 신인의 이름과 불교의 부처나 보살 등의 이름을 결합하는 식으로 혼합적으로 이루어져 있는데, 산에 사람의 이름을 붙이는 것은 중국 도교의 습성이다.
1. 호국백두악　태백선인 실덕 문수사리보살(護國白頭嶽 太白仙人 實德 文殊師利菩薩)
2. 용위악　육통존자 실덕 석가불(龍圍嶽 六通尊者 實德 釋迦佛)
3. 월성악　천선 실덕　대변천신(月城嶽　天仙 實德　大變天神)
4. 구려평양　선인 실덕　연등불(駒麗平壤　仙人 實德　燃燈佛)
5. 구려목멱　선인 실덕　비파시불(駒麗木覓　仙人 實德　毗婆尸佛)
6. 송악　진주거사 실덕　금강색보살(松嶽　震主居士 實德　金剛索菩薩)
7. 증성악　신인 실덕　늑차천왕(甑城嶽　神人 實德　勒叉天王)
8. 두악　천녀 실덕　부동우바이(頭嶽　天女 實德　不動優婆夷)

## 참고 문헌
- 이 문서에는 다음커뮤니케이션(현 카카오)에서 GFDL 또는 CC-SA 라이선스로 배포한 글로벌 세계대백과사전의 내용을 기초로 작성된 글이 포함되어 있습니다.